# Jehoschua ben Levi
Jehoschua ben Levi (hebräisch יהושע בן לוי, auch: Josua  ben Levi), vielleicht Sohn des Levi ben Sissi, war ein bedeutender Amoräer der 1. Generation in Lydda und besonders durch seine Beschäftigung mit der Haggada einer der hervorragendsten Amoräer Palästinas in der ersten Hälfte des 3. Jahrhunderts. Halachisch unterschied er sich deutlich von den Positionen des Jehuda ha-Nasi. 

## Leben
Josua ben Levi war Schüler des Bar Qappara (Bar Kappara), des Jehuda bar Pedaja und des Pinchas ben Jair sowie Lehrer des Simeon ben Pazi und des Tanchum ben Chanilai.
Er war der Held vieler Wundergeschichten (Josua raubt dem Todesengel durch List das Schwert und gelangt lebend ins Paradies; Josua begleitet den Propheten Elia und erfährt, dass scheinbar ungerechtem Schicksal höhere Gerechtigkeit zugrunde liegt etc.). Bekannt ist eine Erzählung über Jehoschua ben Levi bei Petrus Venerabilis, für die wohl das Alphabet des Ben Sira als Quelle diente.
Berichtet wird auch von Reisen (u. a. nach Rom und Cäsarea), die er unternahm, um nach dem Bar-Kochba-Aufstand geordnete Zustände in der jüdischen Gemeinde herzustellen und sich für sein Volk bei den römischen Herrschern einzusetzen.
Im Sommer 2009 wurde in der galiläischen Agrarsiedlung Zippori nordwestlich von Nazaret die bisher unbekannte Grabstätte Jehoschua ben Levis entdeckt.